# Jair Francisco
Jair Francisco, (Rio de Janeiro, 30 de janeiro de 1935), é um ex-futebolista brasileiro que atuava como meio-campo.

## Carreira
Destacou-se no Bonsucesso em 1955, transferindo-se depois para o Fluminense, onde jogou de 1956 a fevereiro de 1962, atuando em 238 partidas, com 151 vitórias, 36 empates e 51 derrotas, marcando 105 gols, tendo sido expulso de campo em uma única ocasião.
Jogou também no Juventus, da cidade de São Paulo.

## Títulos
- Zona Sul da Taça Brasil: 1960
- Torneio Rio-São Paulo: 1957, 1960
- Campeonato Carioca: 1959
- Torneio Início do Campeonato Carioca: 1956
- Taça Ramon Cool J (Costa Rica): 1960 (Deportivo Saprissa versus Fluminense)
- Taça Canal Collor (México): 1960 (Club Atlético San Lorenzo de Almagro-ARG versus Fluminense)
- Taça Embotelladora de Tampico SA (México): 1960 (Deportivo Tampico versus Fluminense)
- Taça Presidente Afonsio Dorázio : 1956 (Seleção de Araguari-MG versus Fluminense)
- Taça Vice-Presidente Adolfo Ribeiro Marques: 1957 (Combinado de Barra Mansa versus Fluminense)
- Taça Cidade do Rio de Janeiro: 1957 (Fluminense versus Vasco)
- Taça Movelaria Avenida: 1959 (Ceará Sporting Club versus Fluminense)
- Taça CSA versus Fluminense: 1959